# Gårslev Sogn

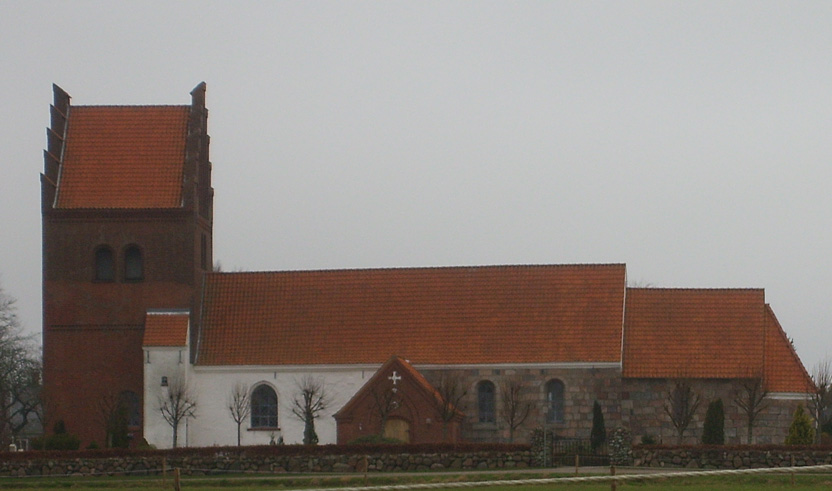
Gårslev Kirke

Gårslev Sogn ist eine Kirchspielsgemeinde (dän.: Sogn) im südlichen Dänemark. Bis 1970 gehörte sie zur Harde Holmans Herred im damaligen Vejle Amt, danach zur Børkop Kommune im erweiterten Vejle Amt, die im Zuge der  Kommunalreform zum 1. Januar 2007 in der „neuen“  Vejle Kommune in der Region Syddanmark aufgegangen ist.
Im Kirchspiel leben 2198 Einwohner, davon 1131 im Kirchdorf (Stand:1. Januar 2023). Im Kirchspiel liegt die Kirche „Gårslev Kirke“.
Nachbargemeinden sind  im Westen Gauerslund Sogn und in der südlich benachbarten Fredericia Kommune Vejlby Sogn.

## Söhne und Töchter
- Frederik Carl Peter Rüttel (1859–1915), Missionar in Grönland